# Placito del Risano

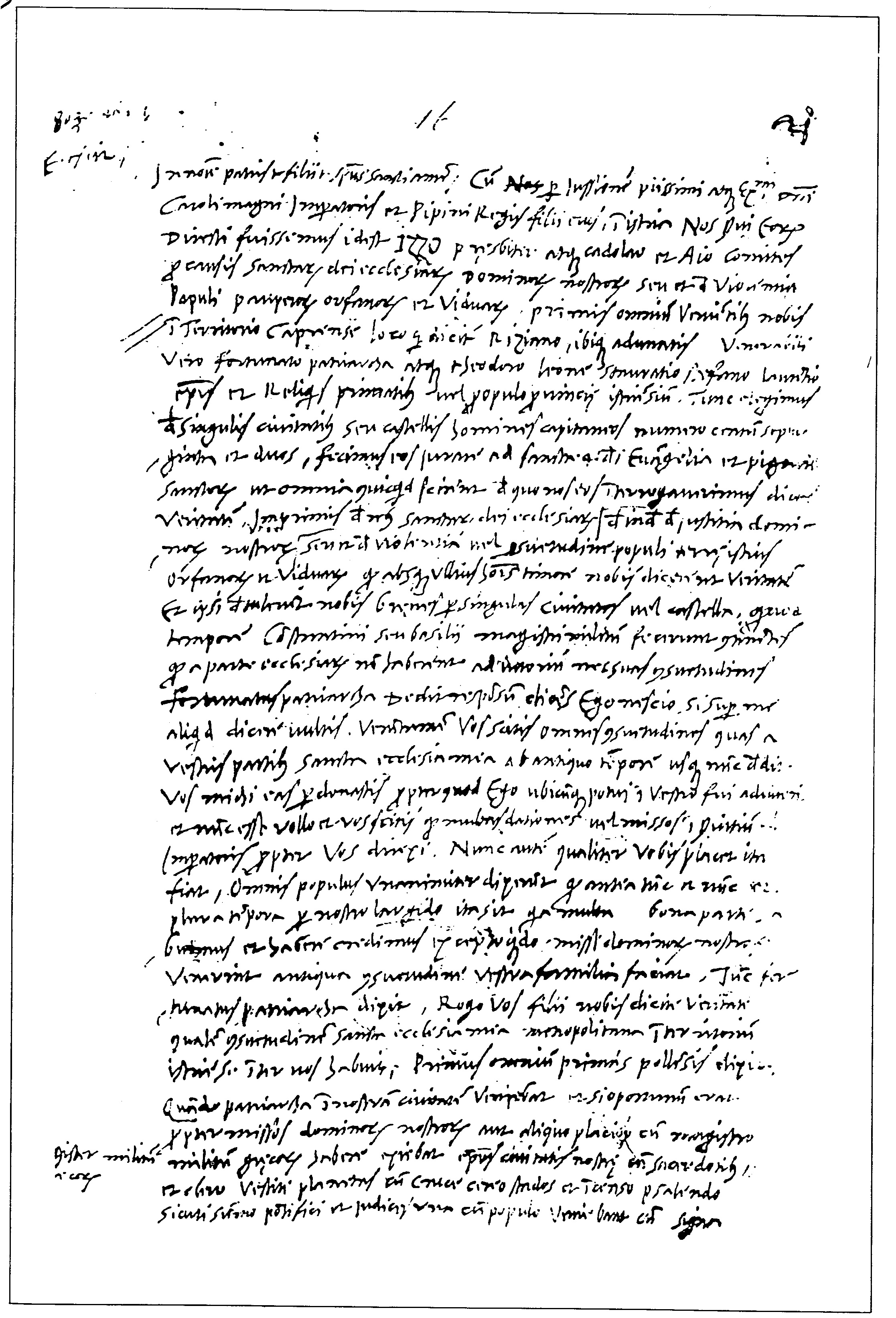
Première page du Placito del Risano

Le Placito del Risano est un document qui remonte à l'an 804 et qui résume, sous forme de rapport ou d'accord d'arbitrage, une assemblée judiciaire tenue dans une localité le long de la rivière Rižana, près de Koper, en Istrie, dans l'actuelle Slovénie.

## Contexte
Les récriminations de 172 témoins assermentés, représentants des villes et villages fortifiés d'Istrie, contre les entreprises des évêques d'Istrie et du duc franc Giovanni, descendant du roi lombard Aistolf, y sont exposées. Le patriarche de Grado, Fortunato da Trieste, à l'époque évêque de Pula car écarté de ses domaines par la faction pro-byzantine qui a un centre de pouvoir fort à Heraclia, bien que pro-franc, y apparaît comme médiateur. Le scribe du document lui-même, Petrus, est l'un de ses diacres.
Les nobles locaux et les municipalités se plaignent de l'exacerbation des évêques et des violations des coutumes acquises pendant la domination byzantine, telles que les droits d’herbier et de geai. Ils protestent principalement de l'augmentation des contributions (surtout en nature) et des travaux obligatoires demandés par le duc, de son ingérence dans la gestion des terres communes, dans lesquelles il a installé des Slaves (Slavi pagani, des slaves païens), et des serviteurs.
A leur suite, les missi dominici, le prêtre Izzo, le duc Cadolao et le comte Ajone, prennent des « décisions et accords » signés et promis par les évêques et le duc en faveur de la noblesse locale et des municipalités.

## Conséquences
Le document, parmi les plus importants de l'époque, a aussi la particularité de ne pas être un véritable placito, un avis du juge sur une dispute ou un différend, manquant de quelques éléments distinctifs.
On y voit la transition de l'ordre romano-byzantin, caractéristique de l'exarchat de Ravenne auquel l'Istrie a appartenu pendant deux siècles jusqu'en 788 (bien qu'elle ait été soumise aux Lombards d'environ 750 à 774), qui garantissait aux centres urbains la juridiction sur l'arrière-pays, un régime féodal instauré par les Francs, même en l'absence d'occupation directe. Les terres publiques communes, gérées à l'époque pour la plupart par des hommes libres qui les cultivaient ou les utilisaient comme pâturages sous forme de « vicinie » (groupement villageois), étaient en effet considérées par les Francs comme propriété de la couronne.
C'est aussi le plus ancien témoignage écrit concernant la présence de populations slaves en Istrie dans les environs immédiats de Trieste ,, fruit au VIIIe siècle, du travail missionnaire des prêtres de l'archidiocèse de Salzbourg et du patriarcat d'Aquilée qui conduit à la christianisation des communautés slaves, auxquelles les Francs du début du IXe siècle ont permis d'étendre leurs colonies aux zones dépeuplées d'Istrie, au nord du territoire de Trieste comme documenté dans le document,,,.